# プログレッシブ・フォーク
プログレッシブ・フォーク（Progressive folk）は、もともと進歩主義（progressive political agenda）を追求したアメリカのフォーク・ミュージックの一種であった。最近では、この用語は、ボブ・ディラン以降のフォーク・ミュージックから引き出され、さまざまな民族の影響を取り入れることが多く、音楽的および叙情的な複雑さの新しい層を追加する、現代のフォークのスタイルにも適用されている。

## 歴史

### 用語の起源
プログレッシブ・フォークの本来の意味は、特に音楽学者チャールズ・シーガーの作品を通じて、1930年代のアメリカン・フォーク・リバイバルの進歩主義とのつながりから生まれた。アメリカのプログレッシブ・フォークの発展における重要人物は、1960年代にボブ・ディランやジョーン・バエズなどの人物に影響を与えたピート・シーガーとウディ・ガスリーであった。すべての進歩的な政治的メッセージと伝統的なフォーク・ミュージックの曲やテーマが混在している。
イギリスにおいて、1956年から1959年にかけての短命だったスキッフル・ブームから生まれた主だった要素の1つが、アメリカのプログレッシブな楽曲を演奏したアコースティック・アーティストたちである。プログレッシブ・フォークの発展に不可欠だったのは、1960年代半ばのアメリカのカウンターカルチャーとイギリスのアンダーグラウンド・シーンの出現であった。プログレッシブという用語は、このシーンから出現したポップス、ロック、フォークなどのサイケデリック・ミュージックを表すためにラジオ局で使用されるようになったものだった。

### サイケデリック・フォーク
サイケデリックスという用語の最初の音楽的使用は、1964年にニューヨークを拠点とするフォーク・グループのホーリー・モーダル・ラウンダーズが、ポピュラーなブルース・スタンダードである「Hesitation Blues」の彼らによるバージョンであると考えられている。サイケデリック・ミュージックは、1960年代半ばの東海岸と西海岸の両方のビート・フォーク・シーンで急速に広まっていった。サンフランシスコでは、カレイドスコープ、イッツ・ア・ビューティフル・デイ、ピーナット・バター・コンスピラシーなどのバンドがプロデュースされた。ニューヨークのグリニッジ・ヴィレッジからは、ジェイク&ザ・ファミリー・ジュエル、キャット・マザー&ザ・オール・ナイト・ニュースボーイズなどのグループがやってきた。シカゴで主要な存在となったのは、H.P.ラヴクラフトであった。これらのサイケデリック・フォーク・グループの多くは、1965年からザ・バーズを追いかけてフォーク・ロックへと変わり、その結果、ジェファーソン・エアプレイン、グレイトフル・デッド、クイックシルヴァー・メッセンジャー・サーヴィスなどが、より広く人々に記憶されている。
1960年代半ばから、一部はブリティッシュ・インヴェイジョンの結果として、この傾向はアメリカとイギリスの両方で並行して発生し、相互に関連するフォーク、フォーク・ロック、ロック・シーンの一部として発生した。特に重要なフォーク・アーティストには、ボブ・ディランなどのアメリカ人アーティストの影響とフラワーパワーへの言及を組み合わせたスコットランドのパフォーマーであるドノヴァンや、1967年から、中世や東洋の楽器など、アコースティック・ベースの音楽にさまざまな影響を取り入れたインクレディブル・ストリング・バンドがいる。1960年代後半から1970年代初頭にかけて、イギリスとアイルランドのプログレッシブ・フォークが短期間で開花し、サード・イアー・バンドやクインテセンスなどのグループや、インド東部のミュージカル、そして、コーマス、ダンド・シャフト、トゥリーズ、スパイロジャイラ、フォレスト、ヤン・デュークス・デ・グレイなどのグループによる、より抽象的な作品が登場した。

### フォーク・バロック
イギリスの状況は、1950年代後半から、主に都会の中心部に、全国にフォーク・クラブのネットワークを構築した2回目のフォーク・リバイバルによってさらに複雑になった。1960年代初頭、これらの会場で演奏された音楽の多くはアメリカのトラディショナルかつプログレッシブなフォークだったが、イギリスのトラディショナル・ミュージックが「ポリシー・クラブ」を支配し始めたため、これは1960年代半ばから落胆させられるような状況になっていった。特にロンドンのほとんどのサイケデリック・フォーク・アーティストは、会場としてコーヒーハウスや、UFOやミドルアースといったクラブに大きく依存していたが、多くのアーティストがトラディショナル・ミュージックとプログレッシブ・ミュージックの間の音楽領域を占めていた。これは、デイヴィ・グレアム、マーティン・カーシー、バート・ヤンシュ、ジョン・レンボーンなどのアーティストにとりわけ顕著であった。彼らは、さまざまなスタイルのアメリカ音楽とイギリスのフォークを融合させて、「フォーク・バロック」として知られる独特のフィンガー・スタイルのギター演奏を編み出した。中世音楽、ジャズ、ブルースの要素を演奏に使用したこれらは、英国のフォーク・ミュージックを新しい領域に押し込めるための明白な試みであり、プログレッシブ・ロックの先駆けと見なすことができる。おそらく、このジャンルで最も優れた個々の作品は、ニック・ドレイク、ティム・バックリー、ジョン・マーティンなどの1970年代初頭のアーティストによるものであった。

### カントリー・フォーク
カントリー・フォークは、1966年にディランがアルバム『ブロンド・オン・ブロンド』を録音するためにナッシュビルを訪れた後、プログレッシブ・フォークとカントリーのハイブリッドによるサブジャンルとして登場した。フォークは、1970年代にジョン・デンバーやエミルー・ハリスなどのアーティストに取り上げられ、最近ではプログレッシブ・カントリーというサブジャンルの発展に貢献している。

### 衰退
1970年代初頭、サイケデリアは時代遅れになり始め、まだ別の地域に移動していないフォーク・グループは大部分が解散した。ディランやバエズのようなアーティストは、1970年代にアメリカのフォーク・ミュージックがブルース、ブルーグラス、オールドタイムなどの分野に焦点を当てたグループに断片化し始めたため、キャリアをそのまま続けたが、プログレッシブ・フォークは用語として姿を消し始め、その主要なテーマは「コンテンポラリー・フォーク」へと移り、クリス・キャッスル、スティーヴ・グッドマン、ジョン・プラインなどのアーティストを含むコーヒーハウス・サーキットを使用する新しいシンガーソングライターに焦点を当てていった。
イギリスでは、アコースティック・デュオのティラノサウルス・レックスがエレクトリック・コンボのT・レックスになったように、フォーク・グループも電化する傾向があった。これは、プログレッシブ・フォークがメインストリーム・ロックにかなりの影響を与えたプロセスの継続であった。1969年からフェアポート・コンヴェンションとスティーライ・スパンによって開拓されたブリティッシュ・フォーク・ロックの影響を受けたと思われる他のアーティストは、ダンド・シャフト、アメイジング・ブロンデル、北部のプログレッシブ・フォーク・グループであるリンディスファーンの分派、ジャック・ザ・ラッドなど、よりトラディショナルな楽曲に移行した。プログレッシブ・フォークとプログレッシブ・ロックの境界にしっかりと残ったバンドの例は、短命の（しかし後に再結成した）コーマスであり、より成功したのは、フォークとロックをクラシックの要素と組み合わせたルネッサンスであった。ムーレッツ (Moulettes)というバンドは、イギリスで最も著名なプログレッシブ・フォーク・アーティストの1つであった。